# NHL 2003
NHL 2003 är ett ishockeyspel från 2002 som släpptes till Windows, Playstation 2, Xbox och Gamecube utvecklad av EA Sports. Jarome Iginla från Calgary Flames är med på spelets omslag. Han medverkar även i spelets bakom kulisserna-program.

## Funktioner

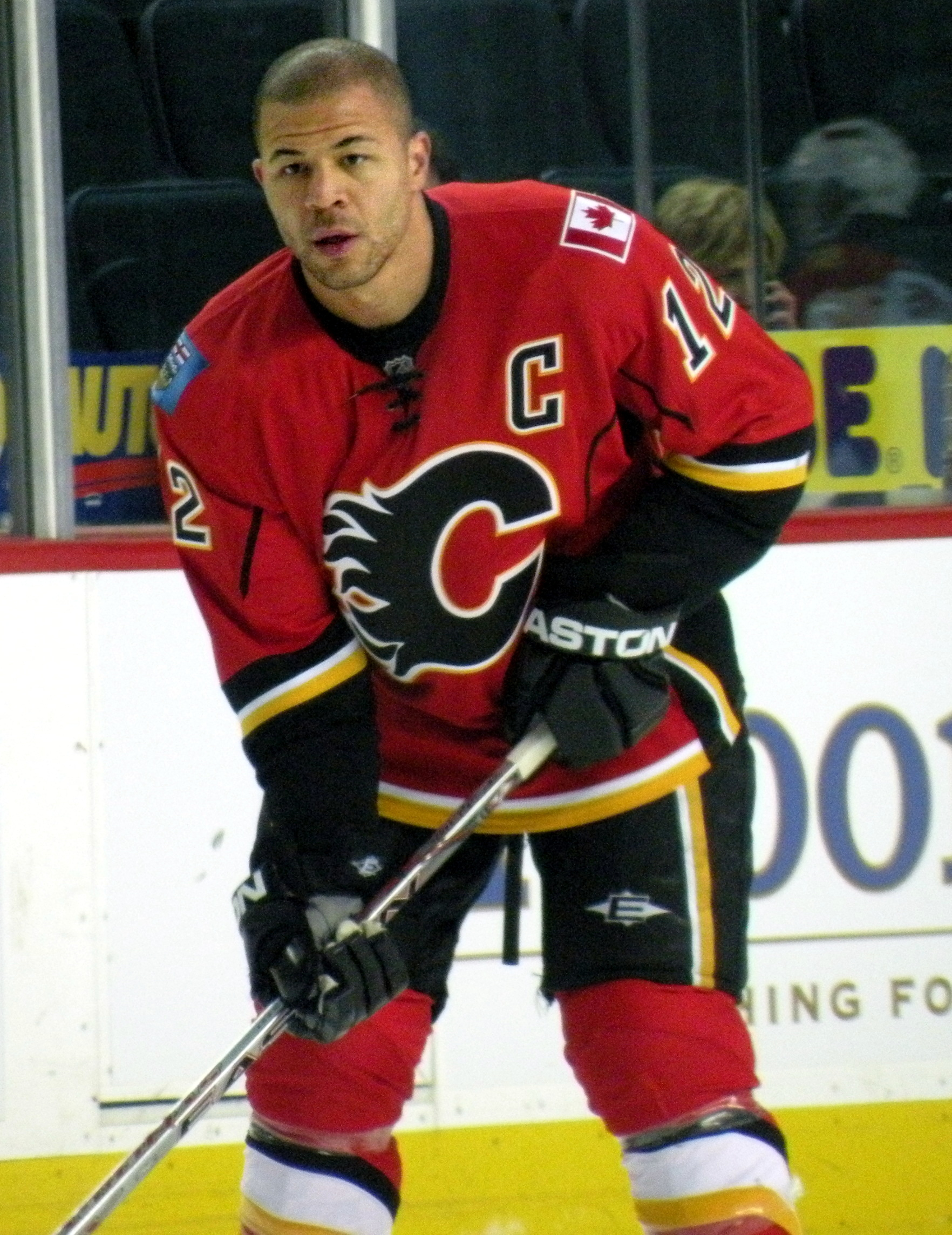
Jarome Iginla medverkar på spelets omslag.

Som i föregångaren förekommer samlarkorten som kan samlas genom att uppfylla mål som till exempel vinna Stanley Cup, turnering och hålla nollan antal matcher Det finns över 180 kort, denna funktion finns enbart till Playstation 2, Gamecube och Xbox. EA Trax introduceras för första gången som visar uppgifter om låtar som spelas i spelet.
Jim Hughson kommenterar i spelets matcher och har kommenterat i spelserien sedan NHL 97, Don Taylor medverkar för andra gången och medverkarde även i föregångaren NHL 2002. En annan ny funktion är GameBreaker som aktiveras när spelaren har tillräckligt med "dekes" och används för att hjälpa till att ändra dynamiken som till exempel göra mål.

## Musik
- Blindside - "Pitiful"
- Dead Star Hotel - "Frustrated"
- Default - "Deny"
- Default - "Slow Me Down"
- Dragpipe - "Simple Minded"
- Bullet for my valentine - "room 409"
- Greenwheel - "Strong"
- Gob - "I've Been Up These Steps"
- Gob - "Sick With You"
- Jimmy Eat World - "Sweetness"
- M.ill.ion - "Showstopper"
- Papa Roach - "She Loves Me Not"
- Queens of the Stone Age - "No One Knows"
- Trapt - "Headstrong"
- Treble Charger - "Hundred Million"

### Fotnoter
1. ↑  ”NHL 2003” (på engelska). Mobygames. 23 mars 2002. http://www.mobygames.com/game/nhl-2003. Läst 18 juni 2016.